# Ammatophora
Ammatophora is een mosdiertjesgeslacht uit de familie van de Calloporidae en de orde Cheilostomatida. De wetenschappelijke naam ervan is in 1903 voor het eerst geldig gepubliceerd door Norman.

## Soorten
- Ammatophora arenacea Winston & Vieira, 2013
- Ammatophora nodulosa (Hincks, 1877)
- Ammatophora typica (Canu & Bassler, 1928)